# Nils Schenmark
Nils Schenmark, född 14 maj 1720 i Östra Stenby, Östergötland, död 28 september 1788 i Lund, var en svensk matematiker.
Schenmark blev magister i Lund år 1745 och studerade därefter under Samuel Klingenstierna i Uppsala. År 1749 utnämndes han till astronomie observator i Lund och år 1763 till professor i matematik. År 1753 invaldes han i Vetenskapsakademien. År 1777 var han rektor för universitetet i Lund. Schenmark gjorde iakttagelser för bestämmande av månens, Venus och Mars parallaxer (1751). 
Bland hans skrifter märks främst en encyklopedisk framställning av de matematiska vetenskaperna (otryckt, finns i Vetenskapsakademiens och Lunds universitetsbibliotek). I tryckt form utgav han Computus ecclesiasticus, inrättad efter den nya stylen, samt det förbättrade och hos oss i Sverige brukliga calendarium (1759; ny upplaga 1780), Geometria analytica, hvaruti jemte de första grunderna till algebra visas tillämpning deraf till elementar geometrien och koniske sectionerna (1785) med flera.